# آن فيرغسون (طبيبة)
آن فيرغسون (بالإنجليزية: Anne Ferguson)‏ (26 يوليو 1941 – 21 ديسمبر 1998) كانت طبيبة اسكتلندية، باحثة سريرية وخبيرة في أمراض التهاب الأمعاء. كانت تعتبر واحدة من أكثر أطباء الجهاز الهضمي المميزين في بريطانيا.

## النشأة والتعليم
آن غلين ولدت في جلاسكو عام 1941. وكان والداها مونيكا وجون غلين. وقد تم  تعليمها في مدرسة نوتردام الثانوية وجامعة جلاسكو، وتخرجت بالدرجة الأولى مع مرتبة الشرف بكالوريوس في علم وظائف الأعضاء في عام 1961، ثم في عام 1964 بدرجة MB CHB مع مرتبة الشرف. وقد فازت بميدالية برونتون للتخريج الأكثر تميزاً في الطب في الجامعة.

## الوظيفي والبحث
في عام 1969، بعد إكمال تدريبها الطبي، أصبحت محاضرة في قسم علم البكتيريا وعلم المناعة في مستشفى غلاسغو التعليمي الغربي. أثناء عملها في المستشفى، أجرت بحثًا عن دور الخلايا الليمفاوية داخل الظهارة في المناعة المعوية، حيث تلقت الدكتوراه في عام 1974.
في عام 1975، تم تعيينها كمحاضر أول في جامعة إدنبرة، كما أصبحت مستشارة في الوحدة المعوية في المستشفى الغربي العام في إدنبرة.

في عام 1987 تم تعيينها في منصب أستاذ في الجهاز الهضمي. من عام 1991 إلى 1994 كانت رئيسة قسم الطب في الجامعة.
وقد نشرت أكثر من 250 ورقة بحثية في المجلات الأكاديمية التي راجعها الأقران، ونشرت ثلاثة كتب وساهمت بفصول في العديد من الكتب الأخرى.
ووفرت ابحاثها رؤى جديدة حول الآليات المسؤولة عن كرون والاضطرابات الهضمية التي أدت إلى تقدم كبير في علاج هذه الحالات. كما أجرت بحوثا هامة بشأن التسامح عن طريق الفم.
وعملت في اللجنة المعنية بسلامة الأدوية، والمجلس الاستشاري للعلاج بالجينات التابع لمجلس البحوث الطبية، واللجنة الاستشارية المعنية باعتلال الدماغ  الإسفنجي. في وقت وفاتها كانت رئيسة جمعية علم المناعة المخاطية.وكانت مستشارة تثبت تقديم المشورة والتدريب للمركز الدولي لبحوث أمراض الإسهال في بنغلاديش.

## الجوائز والأوسمة
وسام برونتون 1979، السير فرانسيس أفيري جونز ميدالية بحثيه للجمعية البريطانية لطب الجهاز الهضمي، أعلى جائزة بحثية تمنحها الهيئة الوطنية لأمراض الجهاز الهضمي للباحثين.

## الزمالات
- الكليات الملكية لأطباء غلاسكو (1975)
- لندن (1977)
- إدنبرة (1981)
- الكلية الملكية لعلماء الأمراض (1984)
- زميل الجمعية الملكية في إدنبرة (1990)

## الحياة الشخصية
في عام 1966، تزوجت من جون فيرغسون، محاضر علم الاجتماع في جامعة ستراثكلايد، وتبنت معًا طفلين، فتاة وصبي. جون فيرغسون مات من السرطان عام 1989. تزوجت من البروفيسور جيرالد كولي، أستاذ فخري لعلم الأحياء الدقيقة الطبية في جامعة أدنبره عام 1995.

في شبابها، مثلت فيرغسون جامعة غلاسكو في الألعاب الرياضية كعداء متوسط المسافة. كما كانت في فريق كرة السلة للسيدات الاسكتلندية. كانت تتمتع بالمشي على التلال وتسلق الجبال، وكانت ذات مرة تزور جبال الهيمالايا مع زوجها الأول.
توفي فيرجسون بسبب سرطان البنكرياس في أدنبره في 21 ديسمبر 1998.